# Georg Christoph Lichtenberg
Georg Christoph Lichtenberg (født 1. juli 1742 i Ober-Ramstadt ved Darmstadt, død 24. februar 1799 i Göttingen) var en tysk fysiker og satirisk skribent, kendt for sine aforismer. 
Ved Universitetet i Göttingen arbejdede han med geofysik, meteorologi, kemi, astronomi og matematik. Han opdagede princippet for xeroxkopiering.